# Reederei Kutzker
Die Reederei Kutzker mit Sitz in der Waldpromenade 10 in Grünheide ist ein Unternehmen, das seit 1910 auf den Gewässern in und um Berlin in der Fahrgastschifffahrt aktiv ist. Die Reederei zählt zu den ältesten Unternehmen dieser Art in der Region und bietet (Stand: März 2022) Linienfahrten auf sechs verschiedenen Strecken sowie Charterfahrten an. Sämtliche Schiffe der Reederei sind nach deutschen Flüssen benannt.

## Geschichte
Julius Kutzker, der ursprünglich mit Frachtschifferei sein Geld verdient hatte, ließ 1910 das erste Schiff für sein Unternehmen bauen und taufte dieses Motorschiff auf den Namen Weichsel. Das Schiff war zunächst 14 Meter lang und 2,80 Meter breit, wurde aber im Jahr 1937 auf 20 Meter verlängert.
1935 besaß die Weichsel eine Zulassung für die Beförderung von 90 Personen und wurde in der Löcknitz-Fahrgemeinschaft eingesetzt. Damals war noch Julius Kutzker der Inhaber des Unternehmens, das seinen Sitz in Alt-Buchhorst hatte. Die Weichsel war zu diesem Zeitpunkt sein kleinstes Schiff. Sie wurde laut Kurt Groggert 1971 stillgelegt. Laut Uwe Gieslers Schiffsdatenbank war die Weichsel auf der Anker-Werft gebaut worden, von Anfang an 19,84 Meter lang, 3,05 Meter breit und ursprünglich für 100 Fahrgäste zugelassen. Giesler behauptet entgegen den Auskünften Michael Kutzkers, das Schiff habe sich ursprünglich in Privatbesitz befunden und sei 1937 im Besitz Georg Kutzkers und später in dem der Reederei Kutzker gewesen. Ferner erklärt er, das Schiff sei 1971 nicht stillgelegt worden, sondern als Neuruppin weiter in Fahrt gewesen, nach der Wende um 1992 an Helmut Becker in Berlin verkauft und wieder in Weichsel zurückbenannt worden und um 1995 in Plötzensee gesunken. Nach der Hebung sei es zur Ed-Line gekommen, dort aber nur abgestellt gewesen und 2016 in private Hände übergegangen.
1926 folgte die in Woltersdorf bei Ertel gebaute Elbe, 1928 die auf der Wildauer Werft gebaute Rhein. Elbe und Rhein waren Schwesterschiffe. Im Jahr 1935 durften mit diesen beiden Schiffen je 140 Fahrgäste befördert werden. Sie fuhren normalerweise von der Lohmühlenbrücke zu Zielen an der Oberspree und der Dahme. Die Elbe wurde 1936/37 verlängert, die Rhein zu Beginn der 1930er-Jahre. Laut Michael Kutzker war die Rhein für die Brüder Georg und Otto Kutzker gebaut worden.
Kutzkers Elbe aus dem Jahr 1926 ist nicht zu verwechseln mit einem gleichnamigen Schiff, das im Jahr zuvor ebenfalls in Woltersdorf für Kutzker gebaut worden war. Diese Elbe aus dem Jahr 1925 wurde 1926 nach Oderberg verkauft und auf den Namen Möwe umgetauft. Bereits 1927 wechselte das Schiff erneut den Namen und wurde zur Stadt Crossen, 1931 schließlich wurde es in Bad Saarow auf den Namen Löschebrand umgetauft. Im Zweiten Weltkrieg musste die Fahrgastschifffahrt eingestellt werden, nachdem die Fahrzeuge zunächst noch auf Holzgasbetrieb umgestellt worden waren. Die Elbe wurde eingezogen und soll als Fährschiff für Kriegsmaschinerie genutzt worden sein.
Die Schiffe der Reederei Kutzker überstanden den Krieg ohne größere Beschädigungen. Julius Kutzkers Nachfolger Georg Kutzker kehrte allerdings erst 1948 aus der Kriegsgefangenschaft zurück. Danach wurden die Schiffe wieder in Betrieb genommen und ab 1949 wieder regulär eingesetzt. In DDR-Zeiten waren die Schiffe von 1959 an zwangsweise verpachtet und fuhren für die Weiße Flotte. Laut Michael Kutzker verkauften Georg und Otto Kutzker 1967 die Rhein und 1971 die Weichsel. Nach Uwe Gieslers Schiffsdatenbank kam die einstige Rhein aber schon 1964 als Fritz Reuter nach Mirow und gelangte später nach Hamburg, wo sie zum elektrisch betriebenen Wohnschiff Electra umgebaut worden sein soll.

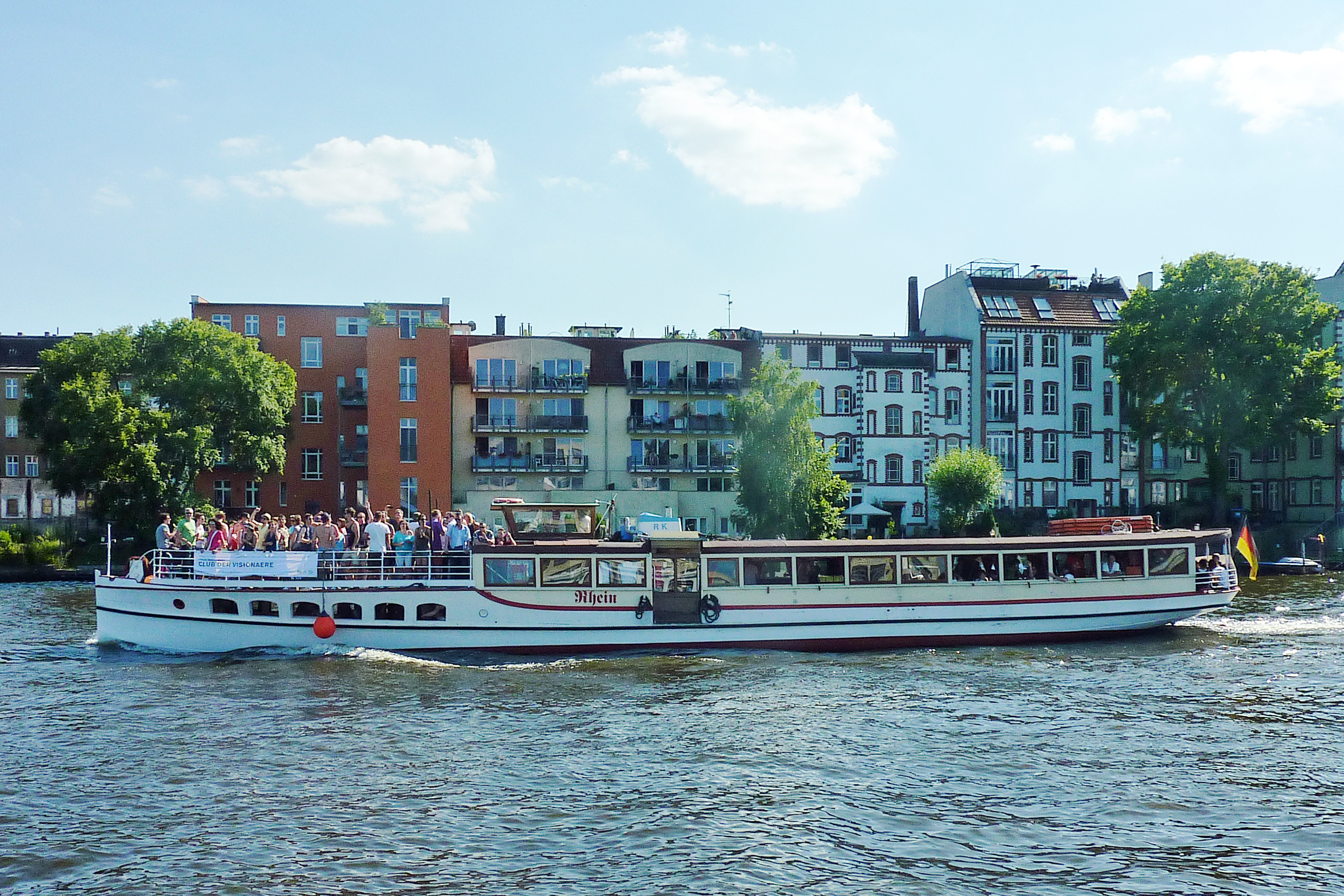
Die zweite Rhein der Reederei Kutzker im Jahr 2013

Hans-Joachim Kutzker, Enkel des Firmengründers, der 1955 die Leitung der Reederei übernommen hatte, kündigte nach der Wende den Pachtvertrag mit der Weißen Flotte und begann mit dem letzten alten Schiff der Familie, der Elbe, wieder unter eigener Flagge zu fahren. 1993 kaufte er ein altes Schiff hinzu, das in Sachsen-Anhalt an Land lag. Dieses Schiff wurde nach Grünheide transportiert und durch Michael Kutzker wieder aufgebaut. Ab 1995 fuhr es unter dem Namen Rhein für die Reederei Kutzker. Diese zweite Rhein ist nicht mit dem ersten Schiff dieses Namens, das die Reederei einst besessen hatte, zu verwechseln. 
Im Jahr 2001 kam ein drittes Schiff hinzu, das aus Schwerin nach Berlin geschafft und auf den Namen Spree getauft wurde. 2010 wurde die Havel, ein Schwesterschiff der Spree, angeschafft, die zuvor auf dem Werbellinsee gefahren war. Dieses 1980 gebaute Schiff stand im Jahr 2020 zum Verkauf. Die zweite Rhein befindet sich ebenfalls nicht mehr im Besitz der Reederei Kutzker.
Im Frühjahr 2022 umfasste die Flotte der Reederei Kutzker folgende Schiffe:
| Name(n)  | Registriernr. | Baujahr | Geschichte | Bild |
| -------- | ------------- | ------- | --- | ---- |
| Donau    | ENI 05113420  | 1987    | Die Donau ex Hamburg ex Tallinn wurde vom VEB Yachtwerft Berlin gebaut und bietet 100 Außen- und maximal 94 Innenplätze. |      |
| Spree    | ENI 05113410  | 1978    | Die Spree ex Vidin stammt von der Yachtwerft Berlin und kann 170 Personen befördern. |      |
| Elbe     | ENI 05602480  | 1926    | Die Elbe kann noch für die Beförderung von 90 Personen eingesetzt werden. Gebaut wurde das Schiff von der Ertel-Werft in Woltersdorf. |      |
| Mosel    | ENI 05801690  | 1987    | Die Mosel ex Bad Schandau wurde auf der Yachtwerft Berlin gebaut und bietet 90 Innen- und 90 Außenplätze. |      |
| Löcknitz |               | 1953    | Das kleinste Schiff der Flotte stammt ebenfalls von der Yachtwerft Berlin und bietet 32 Fahrgästen Platz. Es gehört der MiLa Charterschifffahrt GbR, deren Inhaber Michael Kutzker und Lars Jahnke sind, und wird von der Reederei Kutzker betrieben. Seit Anfang 2018 ist die Löcknitz das einzige Schiff der Chartergesellschaft; früher gehörten auch die Aniane und die Navette zur Flotte der MiLa Chartergesellschaft. |      |

Mittlerweile leitet Michael Kutzker das Unternehmen.